# Iraqi Premier League 2022/23
Die Iraqi Premier League 2022/23 war die 49. Spielzeit der höchsten irakischen Fußballliga seit ihrer Gründung im Jahr 1974. Ausgetragen wurde die Liga vom irakischen Fußballverband. An der Liga nahmen 20 Mannschaften teil. Die Saison begann am 9. Oktober 2022 und endete am 21. Juli 2023. Titelverteidiger war der al-Shorta SC.

## Modus
Die Vereine spielten ein Doppelrundenturnier aus, womit sich insgesamt 38 Spiele pro Mannschaft ergaben. Dies stellte eine Veränderung zur Vorsaison dar, die zunächst in zwei Gruppen zu je zehn Mannschaften mit anschließender Finalrunde ausgetragen wurde. Es wurde nach der 3-Punkte-Regel gespielt (drei Punkte pro Sieg, ein Punkt pro Unentschieden). Die Tabelle wurde nach den folgenden Kriterien bestimmt:
1. Anzahl der erzielten Punkte
2. Tordifferenz aus allen Spielen
3. Anzahl Tore in allen Spielen

## Mannschaften
| Mannschaft           | Standort     | Stadion                        | Kapazität |
| -------------------- | ------------ | ------------------------------ | --------- |
| al-Diwaniya SC       | al-Qadisiyya | al-Kut Olympic Stadium         | 20.000    |
| Al-Hedod SC          | Bagdad       | al-Shaab-Stadion               | 40.000    |
| Al-Kahrabaa SC       | Bagdad       | al-Zawraa Stadium              | 15.443    |
| al-Karkh SC          | Bagdad       | al-Saher Ahmed Radhi Stadium   | 5.150     |
| al-Naft SC           | Bagdad       | Al-Madina Stadium              | 32.000    |
| al-Najaf SC          | an-Nadschaf  | al-Najaf International Stadium | 32.000    |
| al-Qasim SC          | Babil        | Karbala International Stadium  | 30.000    |
| al-Quwa al-Dschawiya | Bagdad       | al-Shaab-Stadion               | 40.000    |
| al-Shorta SC         | Bagdad       | al-Shaab-Stadion               | 40.000    |
| al-Sinaa SC          | Bagdad       | Al-Sinaa Stadium               | 6.000     |
| al-Talaba SC         | Bagdad       | al-Madina Stadium              | 32.000    |
| al-Zawraa SC         | Bagdad       | al-Zawraa Stadium              | 15.443    |
| Duhok SC             | Dohuk        | Duhok Stadium                  | 22.800    |
| Erbil SC             | Erbil        | Franso-Hariri-Stadion          | 25.000    |
| Karbala SC           | Kerbela      | Karbala International Stadium  | 30.000    |
| Naft al-Basra SC     | Basra        | al-Fayhaa Stadium              | 10.000    |
| Naft al-Wasat SC     | an-Nadschaf  | al-Najaf International Stadium | 30.000    |
| Naft Maysan SC       | Maisan       | Maysan Olympic Stadium         | 25.000    |
| Newroz SC            | Sulaimaniyya | Sulaymaniyah Stadium           | 15.000    |
| Zakho SC             | Dohuk        | Zakho International Stadium    | 20.000    |

## Abschlusstabelle
Stand: Saisonende 2022/23
| Pl. | Verein               | Sp. | S  | U  | N  | Tore    | Diff. | Punkte |
| --- | -------------------- | --- | -- | -- | -- | ------- | ----- | ------ |
| 1.  | al-Shorta SC (M)     | 38  | 25 | 7  | 6  | 063:240 | +39   | 82     |
| 2.  | al-Quwa al-Dschawiya | 38  | 23 | 9  | 6  | 062:260 | +36   | 78     |
| 3.  | al-Zawraa SC         | 38  | 18 | 14 | 6  | 050:320 | +18   | 68     |
| 4.  | al-Talaba SC         | 38  | 19 | 9  | 10 | 052:390 | +13   | 66     |
| 5.  | Al-Kahrabaa SC       | 38  | 17 | 11 | 10 | 051:380 | +13   | 62     |
| 6.  | Erbil SC             | 38  | 16 | 10 | 12 | 044:390 | +5    | 58     |
| 7.  | al-Najaf SC          | 38  | 15 | 11 | 12 | 046:410 | +5    | 56     |
| 8.  | Karbala SC (N)       | 38  | 15 | 11 | 12 | 039:340 | +5    | 56     |
| 9.  | Duhok SC (N)         | 38  | 12 | 16 | 10 | 037:390 | −2    | 52     |
| 10. | Newroz SC            | 38  | 14 | 9  | 15 | 045:430 | +2    | 51     |
| 11. | Naft Maysan SC       | 38  | 13 | 12 | 13 | 042:540 | −12   | 51     |
| 12. | al-Karkh SC          | 38  | 13 | 12 | 13 | 040:360 | +4    | 51     |
| 13. | Al-Hedod SC (N)      | 38  | 10 | 19 | 9  | 040:370 | +3    | 49     |
| 14. | Zakho SC             | 38  | 10 | 14 | 14 | 040:400 | ±0    | 44     |
| 15. | Naft al-Basra SC     | 38  | 9  | 15 | 14 | 032:410 | −9    | 42     |
| 16. | al-Naft SC           | 38  | 9  | 13 | 16 | 039:500 | −11   | 40     |
| 17. | al-Qasim SC          | 38  | 9  | 12 | 17 | 031:430 | −12   | 39     |
| 18. | Naft al-Wasat SC     | 38  | 5  | 21 | 12 | 036:340 | +2    | 36     |
| 19. | al-Sinaa SC          | 38  | 7  | 7  | 24 | 026:540 | −28   | 28     |
| 20. | al-Diwaniya SC       | 38  | 2  | 6  | 30 | 025:860 | −61   | 12     |

| Zum Saisonende 2022/23: |
| Irakischer Meister Teilnahme an der Gruppenphase der AFC Champions League1 Teilnahme an der Gruppenphase des AFC Cup2 Abstieg in die Iraq Division One |

| Zum Saisonende 2021/22:                                                       |
| (M): Amtierender Meister: al-Shorta SC                                        |
| (N): Aufsteiger aus der Iraq Division One: Karbalaa FC, Duhok SC, Al-Hedod SC |

1 Da Al-Shorta keine AFC-Lizenz erhielt, wurde ihr Platz in der AFC Champions League an den Zweitplatzierten der Liga und irakischen FA-Cup-Sieger al-Quwa al-Dschawiya vergeben
2 Da al-Quwa al-Dschawiya in die AFC Champions League einstieg, wurden die beiden AFC-Cup-Plätze an die einzigen anderen lizenzierten Vereine al-Zawraa SC und Al-Kahrabaa SC vergeben.